# Still Collins
Still Collins ist eine deutsche Tribute-Band, deren Repertoire sich hauptsächlich aus Liedern zusammensetzt, die der britische Musiker Phil Collins zum einen als Solo-Künstler, zum anderen als Frontmann und Leadsänger der Rockband Genesis dargeboten hat. Darüber hinaus stehen auch Titel auf dem Programm, die von Peter Gabriel oder aus dessen eigener Zeit als Genesis-Sänger bekannt wurden, bspw. Solsbury Hill, The Carpet Crawlers, I Know What I Like (In Your Wardrobe). Seit 2003 schreibt und spielt die Band auch eigene Titel.
Still Collins wurde 1995 in Bonn – anfangs unter dem Namen Feel Collins – gegründet und ist mit rund 80 Konzerten im Jahr bundesweit tätig. Das hauptsächliche Augenmerk liegt dabei neben einer adäquaten Titelauswahl auf der originalgetreuen Interpretation der Stücke hinsichtlich Sound, Spieltechnik und musikalischem Arrangement. Dreh- und Angelpunkt hierbei ist die ausgesprochene Ähnlichkeit zwischen der Gesangstimme des Leadsängers Sven Komp und der von Phil Collins.
Als konzertantes Ereignis ist die Band ein häufig gebuchter Act für Festivals, Open Airs und Veranstaltungen jeder Größenordnung, teils mit über 100.000 Zuschauern. Hinzu kommen Engagements für Firmen, Galas und Messen unterschiedlichster Branchen und Anlässe. Auch als Support für nationale und internationale Größen wie Fury in the Slaughterhouse, Manfred Mann’s Earth Band oder Leningrad Cowboys werden Still Collins regelmäßig verpflichtet. Im Dezember 2012 gab die Band ihr 1000. Konzert.

## Bandgeschichte

### Anfänge
Im Herbst 1995 trafen der Schlagzeuger Martin Littfinski, der Keyboarder Christoph Wüllner und der Sänger Sven Komp in einem Hotel in Königswinter zusammen, wo Komp eine kleine Unterhaltungs-Show gab. Die frappierende Ähnlichkeit seiner Stimme mit der des Musikers Phil Collins lieferte Littfinski die Idee eine Band zu gründen, die ausschließlich Collins- und Genesis-Titel covern sollte, live und originalgetreu. Einige Monate später hatte man mit dem Gitarristen Uli Opfergelt, dem Bassisten Markus Hartmann und dem Keyboarder Stefan Hansel, die alle zwischenzeitlich zur Band gestoßen waren, bereits ein komplettes Programm einstudiert und startete im Frühjahr 1996 die ersten Live-Konzerte vor heimischem Publikum.
Das Konzept und die Performance begeisterten die Zuhörer und führten dazu, dass Feel Collins, wie sich die Band zu diesem Zeitpunkt noch nannte, für andere Veranstaltungen weiter vermittelt wurden, unter anderem als Vorgruppe für Manfred Mann’s Earth Band vor rund 3.000 Fans. Mit der Zeit nahmen die Zahl der Events und der Zuschauer stetig zu. Dies fand im Juli 1997 einen vorläufigen Höhepunkt im Empfang des Tour-de-France-Siegers Jan Ullrich vom Team Telekom auf dem Bonner Marktplatz, zu dem Feel Collins eingeladen war, vor 20.000 begeisterten Radsportfans ein Konzert zu geben. Ab 1998 wurden zudem nun bei größeren Veranstaltungen weitere Gastmusiker für Bläsersatz, Percussions und später auch für die Backing Vocals engagiert.

### Auf Erfolgskurs
1999 war man gezwungen, aus markenrechtlichen Gründen den Bandnamen Feel Collins in Still Collins zu ändern, was jedoch dem Erfolg keinen Abbruch tat. Nach längerer Suche komplettierte dann die Gruppe im Jahr 2000 mit der Sängerin Caren Schweitzer-Faust, die bereits mit Stars wie BAP, Udo Jürgens und Roland Kaiser gespielt hatte, vorerst ihre Besetzungsliste. Im Jahr 2001 verlässt Gründungsmitglied Stefan Hansel aus persönlichen Gründen die Gruppe, bleibt dieser jedoch weiterhin als gelegentlicher Ersatzmann an den Keyboards und als Betreuer ihrer Website freundschaftlich verbunden. Für Hansel kommt der Keyboarder Andreas Wegener in die Band.
Die Erfolge setzten sich auch im neuen Jahrtausend mit steigenden Publikumszahlen und guten Kritiken fort und bestätigten das Konzept. Es folgten Gigs unterschiedlicher Größenordnung in ganz Deutschland. Erwähnenswert sind Kemnader See in Flammen (2000), Brauer-Power Hachenburg (2001) und die Kieler Woche (2004) mit jeweils fünfstelligen Besucherzahlen, sowie die Kölner Veranstaltungen Ringfest (2000) und Rhein in Flammen (2006) mit über 100.000 Zuschauern.
Still Collins entwickelte sich im Weiteren zu einer professionellen Showband. Auch die Performance wurde ausgefeilter und ging über die handwerkliche Reproduktion der Titel und ihr reines Nachspielen weit hinaus. Der Umgang mit dem Publikum wurde kommunikativer und lockerer, Videosequenzen wurden in das Programm eingebaut, so dass die Events mittlerweile auch einen guten Anteil Happening-Charakter besitzen.

### Weitere Entwicklung
Auch einige Umbesetzungen führten zu keinen signifikanten negativen Auswirkungen. Die Anzahl der jährlichen Konzerte und Veranstaltungen nahm zu, auch in ihren Dimensionen (u. a. Brückenforum Bonn, Forum Peine, Albert Einstein Forum Kaarst). Weiterhin trat die Gruppe aber auch in Clubs wie Café Hahn (Koblenz), Zeche Bochum, Kantine (Köln) oder Rex (Lorsch / Bensheim) und bei anderen Kleinveranstaltungen wie das Openairkonzert „Rock am Friedensdenkmal“ Edenkoben auf.

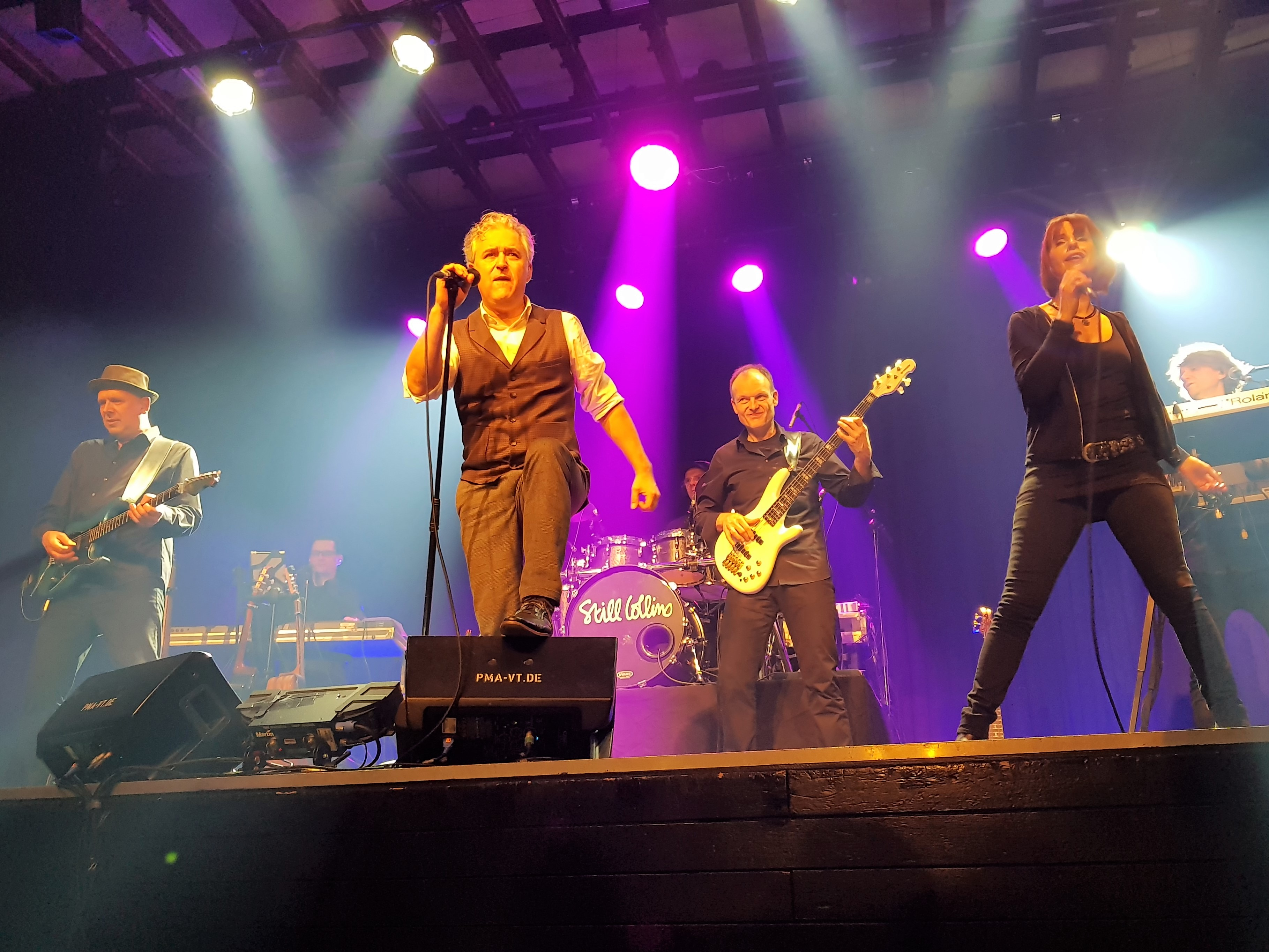
Konzert der Tributeband „Still Collins“ am 1. Februar 2019 in der Kulturhalle in Dormagen

Ab dem Jahr 2003 tauchten zunehmend Eigenkompositionen im Programm auf, die vom Publikum durchweg positiv aufgenommen wurden und 2004 zu einer CD-Veröffentlichung mit ausschließlich eigenem Material führten. Kompositionen und Arrangements waren dabei stark an die Musik von Phil Collins angelehnt, um in den Gesamtkontext zu passen.
Im Jahr 2005 wurde Keyboarder Andreas Wegener von der Kölner Band Bläck Fööss abgeworben, was jedoch zu keinerlei Verstimmungen unter den Musikerkollegen führte, und die ihm den Wechsel in die prominente Besetzung durchaus gönnten. Wegener wurde durch den Bamberger Wolfgang Braun ersetzt, der fortan festes Mitglied von Still Collins war.
Caren Schweitzer-Faust verließ 2009 aus privaten Gründen die Band, und man entschied sich für eine konzeptionelle Neuausrichtung der Vokalparts. Hierzu wurden die Backing-Vocals mit individuellen Schwerpunkten auf drei neue Sängerinnen verteilt: Meike Anlauff, die bereits mit Peter Maffay 2005 erfolgreich auf Hallentournee gewesen war, Samira Saygili, bekannt durch verschiedene Jazz- und Rockprojekte u. a. mit Mark Hochstein, und Jeannette Marchewka, die ihre Erfahrungen in Dutzenden von Musicals, Band- und TV-Projekten sammelte. Alle drei hatten schon in der Vergangenheit immer wieder vertretungsweise die Backing- und Duett-Vocals bei Still Collins übernommen und ermöglichten nun in dieser Formation eine breite gesangliche Basis und Variabilität.
Im gleichen Jahr stand mit Genesis’ ehemaligem Lead-Sänger Ray Wilson ein prominenter Gast mit Still Collins auf der Bühne des Bonner Brückenforums. Das zur festen Einrichtung gewordene Saisonabschlusskonzert an jedem Jahresende wurde 2012 zu einer Jubiläumsveranstaltung für das 1000. Konzert.
2015 fand ein Wechsel bei den weiblichen Gesangsstimmen statt. Für Meike Anlauff, die Still Collins verließ, übernahm Katja Symannek die Stelle der hauptamtlichen Sängerin. Sie kam bereits 2013 in die Band und hatte zuvor viele Jahre professionell als Sängerin für unterschiedliche TV- und Live-Produktionen gearbeitet, u. a. bei der Live-Band von DSDS und Die Fantastischen Vier.
Im Jahr 2020/2021 feiert die Band mit einer ausgedehnten Jubiläumstour ihr 25-jähriges Bestehen. Nach 26 Jahren verlässt zum Jahresende 2021 Gründungsmitglied und Schlagzeuger Martin Littfinski aus persönlichen Gründen die Band. Sein Nachfolger wird Ulf Stricker.

## Programmkonzept
Still Collins verfolgen ein ungewöhnliches Vermarktungskonzept. Neben ihrem Standardprogramm, welches eine breite Palette an Phil-Collins- und Genesis-Titeln beinhaltet, bieten sie auch spezielle Themenschwerpunkte. So werden komplette Veranstaltungen durchgeführt, die als Genesis Live Special ausschließlich bekannte Genesis-Songs ab Mitte der 1970er Jahre im Programm haben. Eine weitere Variante dieser Konzept-Events ist ein Konzert mit den ruhigen und getragenen Ballads & Lovesongs von Phil Collins und Genesis, die im normalen Veranstaltungsablauf in der Regel zu kurz kommen.

## Diskografie
- 2001: Live – but seriously! – live am 11. Mai 2001 im Kursaal Bad Honnef
- 2001: Something happened… – Maxi-CD mit vier Songs
- 2004: Beautiful Thing – ausschließlich eigenes Material
- 2005: Promo Cut DVD – Livemitschnitt vom Golden Oldienight-Konzert in der Jabachhalle Lohmar
- 2006: Ballads & Love Songs – live am 28. April 2006 in der Harmonie in Bonn
- 2008: Best of Online-Tracks – live 2006 (MP3-Album)
- 2012: Genesis Live Special – ausgesuchte Genesis Titel im Rahmen des Konzept-Events Genesis Live Special
- 2015: The very best of Phil Collins & Genesis Live – Jubiläums-Release zum 20-jährigen Bestehen